# Trachemys callirostris
La Hicotea o tortuga de orejas naranjas (Trachemys callirostris) es una especie de tortuga de la familia de los emídidos (Emydidae). Vive en las zonas cenagosas del norte de Colombia, y el noroeste de Venezuela. De igual manera en el sur de México, específicamente en Tabasco.
Presenta dos subespecies: T. c. callirostris, de mayor colorido y mancha postorbital bien separada del ojo; y T. c. chichiriviche, más grande, de color más apagado, mancha postorbital más alargada que casi toca el ojo y mancha del plastrón más reducida.

## Hábitat
Aguas lentas con fondo fangoso y abundante vegetación sumergida o flotante. Es muy acuática. La temperatura del agua puede oscilar entre 20 °C y 35 °C. En los criaderos hay que imitar lo mejor posible el hábitat natural. Mantener el agua lo más limpia posible para evitar las enfermedades por sedimentos.

## Descripción
Caparazón verde con manchas circulares (ocelos) amarillas y negras. Plastrón amarillo con dibujos verdes en casi toda la superficie del plastrón. Dibujos circulares y puntos amarillos en la piel, especialmente en la cara.
Presentan dimorfismo sexual, siendo las hembras de mayor tamaño, con un caparazón de 23 a 30 cm de largo, mientras que en los machos alcanza entre 19 y 25 cm. La cola es más larga en los machos que en las hembras, pero a diferencia de otras tortugas de su género, los machos no presentan las uñas más largas.

## Comportamiento
Los huevos los depositan en pequeños hoyos, que ocultan bajo plantas acuáticas secas o pasto, entre seis y quince huevos con un diámetro de 30 a 33 mm de largo por 29 mm de ancho y un peso de 5 g. Cada hembra puede realizar varias puestas cada temporada. La incubación dura unos sesenta días.
Los adultos comen una gran diversidad de plantas y animales, incluyendo algas, caracoles, almejas, insectos, peces, ranas y sus huevos y renacuajos, y pequeñas serpientes. Los juveniles son preferentemente carnívoras o necrófagas y se hacen más omnívoras cuando maduran.